# Jean-Louis Zanon
Jean-Louis Zanon (ur. 30 listopada 1960 w Montauban) – francuski piłkarz występujący na pozycji pomocnika. 

## Kariera klubowa
Zanon karierę rozpoczynał w 1976 roku w czwartoligowym SC Lafrançaise. W 1977 roku przeszedł do trzecioligowych rezerw AS Saint-Étienne, a w 1980 roku został włączony do jego pierwszej drużyny, grającej w Division 1. W lidze tej zadebiutował 22 marca 1980 w wygranym 3:1 meczu z RC Lens. 17 maja 1980 w przegranym 1:5 pojedynku z Girondins Bordeaux strzelił pierwszego gola w Division 1. W sezonie 1980/1981 wraz z zespołem zdobył mistrzostwo Francji. Graczem Saint-Étienne był do końca sezonu 1983/1984, a następnie, po spadku do Division 2, odszedł z klubu.
Został zawodnikiem Olympique Marsylia z Division 1. W sezonie 1986/1987 wywalczył z nim wicemistrzostwo Francji. W 1987 roku przeszedł do także pierwszoligowego FC Metz. W sezonie 1987/1988 zdobył z nim Puchar Francji. W 1989 roku odszedł do drugoligowego Nîmes Olympique i występował tam przez dwa sezony.
W 1991 roku Zanon przeszedł do AS Nancy z Division 1. W sezonie 1991/1992 spadł z nim do Division 2. W Nancy grał do końca następnego sezonu. Następnie występował w amatorskich drużynach Gap FC oraz FC Annonay. W 1995 roku zakończył karierę.
W Division 1 rozegrał 293 spotkania i zdobył 43 bramki.

## Kariera reprezentacyjna
W reprezentacji Francji Zanon wystąpił jeden raz, 5 października 1983 w zremisowanym 1:1 towarzyskim meczu z Hiszpanią.
W 1984 roku był członkiem reprezentacji, która zdobyła złoty medal na Letnich Igrzyskach Olimpijskich.